# Harlem Shake

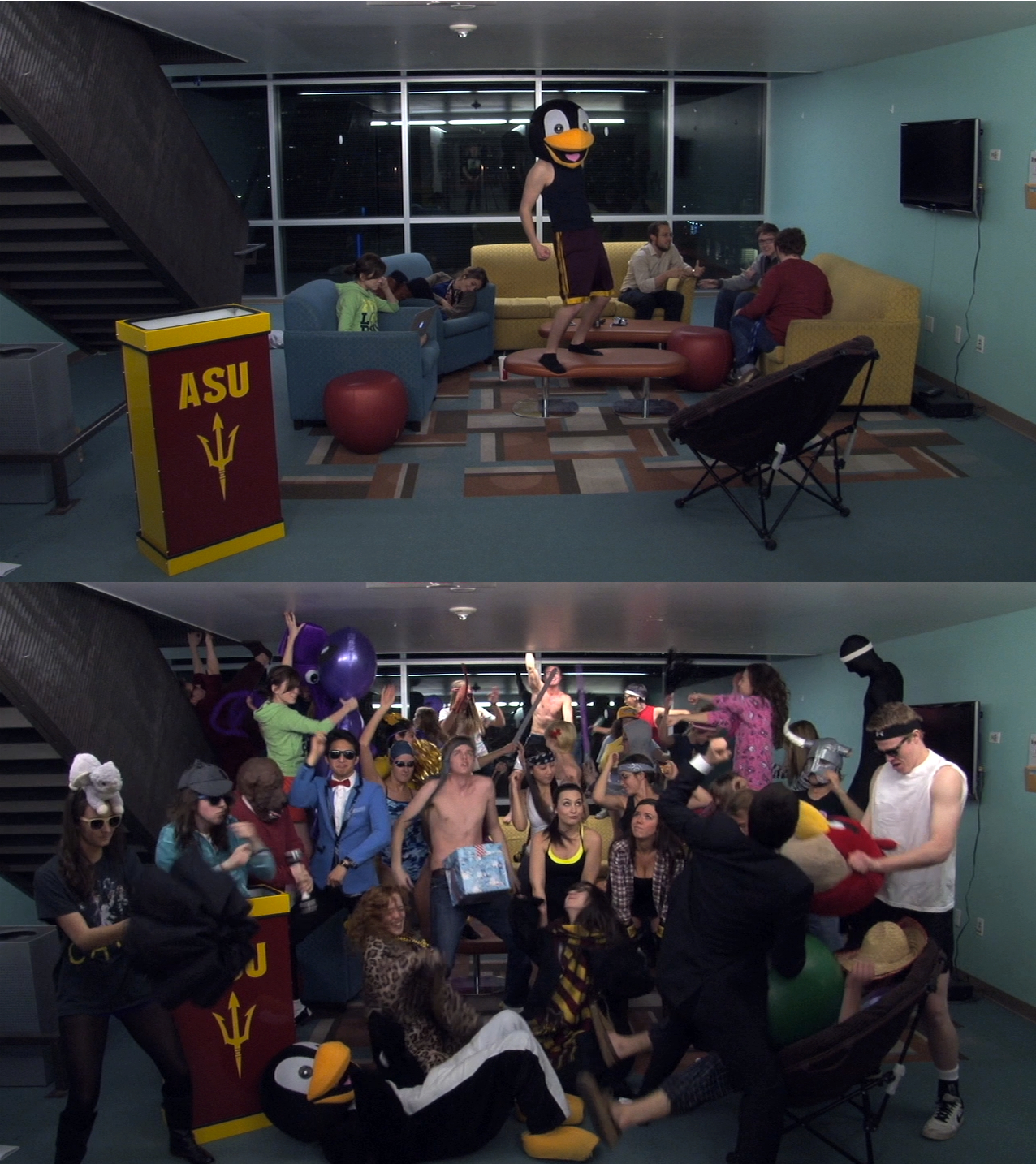
Кадри із Harlem Shake відео, що показують характерний статичний стрибок, що перетворює танець одного танцюриста на шалену танцювальну вечірку.

Harlem Shake (буквально перекладається з англійської як Гарлемський струс) — інтернет-мем, що виник в результаті популярного відеоролика, завантаженого 2 лютого 2013 року на YouTube, п'ятьма австралійськими підлітками. Ролик зібрав ~2,5 мільйона переглядів за перший тиждень. Відразу після цього в інтернеті з'явилися десятки наслідувальних роликів. Вважається, що це перший інтернет-мем, який став не менш популярним, ніж Gangnam Style, який довгий час утримував свої позиції у 2012 році. А за даними станом на 13 лютого, сумарна кількість переглядів роликів Harlem Shake перевищує десятки мільйонів переглядів.
Низка відомих журналістів зіставили також Harlem Shake з Gangnam Style. Також на думку німецької газети Die Welt, однією з причин «вибухової популярності» нового мема став поступовий занепад інтересу до кліпу південнокорейського співака.
Суть танцю полягає в тому, що в перші 14 секунд ролика танцює одна людина в головному уборі (зазвичай шоломі або масці), тим часом інші люди зайняті рутинною роботою, після чого всі люди в костюмах (або без) танцюють чи роблять хаотичні рухи, приймаючи незвичайні пози. Ролик триває завжди ~30 секунд. У музичному супроводі завжди використовується уривок з синглу «Harlem Shake», яку виконує американський музикант Baauer.

## The Harlem Shake v1
2 лютого 2013 року п'ять австралійських підлітків, Корі Волш, Джиммі Дейл, Метт Стеньон, Джордж Варренер і Оскар Мітчелл, завантажили відеоролик. За їхніми словами, вони не планували ніяку сцену, а лише не знали, чим зайнятися через похмуру погоду, і вирішили записати на відео своє проведення часу. У цей час на телефоні Метта грала музика Harlem Shake виконавця Baauer, Метт почав танцювати, а незабаром до нього приєдналися решта друзів, танцюючи безладно і маніакально.

## Популярність
Практично відразу після заливки ролика на Youtube, в інтернеті почали з'являтися десятки роликів, створених за зразком першого. Багато з них також швидко набрали мільйони переглядів, зокрема за даними на 12 лютого деякі ролики набрали навіть більше переглядів, ніж «оригінал». Зокрема фрік-версія, де троє молодих людей в костюмах: могутнього рейнджера, інопланетянина і диктатора КНДР танцюють в маленькому приміщенні. Цікаво, що сам стиль танцю не є інновацією, а з'явився вперше у Нью-Йоркському регіоні Гарлем в 1970-х роках. Через 9 днів після завантаження оригіналу, в інтернеті було завантажено понад 11000 роликів Harlem Shake, а сумарна кількість їх переглядів склала 44 мільйонів; станом на 15 лютого кожного дня заливається в середньому по 4000 нових роликів.
13 лютого співробітниками Facebook був викладений ролик, де вони на вулиці танцюють Harlem Shake, а 14 лютого на американському телешоу Today співробітниками був також організований танець Harlem Shake. Слідом за ними свої ролики з танцем виклали співробітники National Geographic Channel, BuzzFeed, Google та інші.
Відомий актор Кайл Маклахлен, взяв участь у створенні ролика в стилі Harlem Shake, який парадує культовий американський серіал Твін Пікс. Свою версію ролика також виклали британський співак Ед Ширан, американський актор Френкі Муніз і американський гонщик Джефф Гордон.